# Sesung (Ngwaketse)
Sesung è un villaggio del Botswana situato nel distretto Meridionale, sottodistretto di Ngwaketse. Il villaggio, secondo il censimento del 2011, conta 752 abitanti.